# Рязанова, Раиса Ивановна
Раи́са Ива́новна Ряза́нова (род. 31 октября 1944, Петропавловск, Северо-Казахстанская область, Казахская ССР, СССР) — советская и российская актриса театра и кино; народная артистка Российской Федерации (2005), лауреат Государственной премии СССР (1981).

## Биография

### Ранние годы
Родилась 31 октября 1944 года в селе Асаново, Северная Казахская область, в Казахстане. Мать — родилась в Рязанской области, Сараевском районе, селе Бычки, станции Верда. Отец — Иван Егорович Улыбышев. Рязанова была внебрачным ребёнком: её мать, Мелания Григорьевна, женщина из русской деревни, отказалась от брака с заезжим шофёром, потому что он уже имел семью и шестерых детей. В раннем возрасте Раиса переехала с матерью в Раменское в Подмосковье.
Окончив школу, Рая поступила в Рязанское музыкальное училище по классу баяна. После выпуска преподавала музыку. Вскоре судьба забросила её в Рязанский областной театр — после этого Рязанова поняла, что её призвание — актёрское мастерство.
В 1969 году она окончила Государственный институт театрального искусства имени А. В. Луначарского (ГИТИС). 

### Карьера
С 1969 года Рязанова работала по договорам.
С 1979 года — актриса киностудии имени М. Горького.
Картина «Москва слезам не верит» имела огромный успех и завоевала огромное количество наград. После роли в фильме в кинокарьере Раисы Рязановой мало что изменилось. Она по-прежнему регулярно снималась, играя всё тех же «женщин из народа». Катя в военной ленте «Фронт в тылу врага», Нина, сестра инспектора Зыкина, в драме «Инспектор ГАИ» (эту роль исполнил Сергей Никоненко), Анастасия в мелодраме «Дамское танго», Галина Павловна, мама Кости Королькова, в детской комедии «Утро без отметок», Валентина в мелодраме «Кто войдёт в последний вагон» и многие другие роли.
Во время перестройки работу в кино не предлагали, а редкие эпизодические роли не приносили достаточного дохода. Рязанова сдала свою квартиру внаём и стала подрабатывать частным извозом. (Водительские права она получила в 1986 году, а за руль села ещё в 1980 году.)
В последние годы активно снимается в телесериалах: «Требуется няня», «Не родись красивой», «Страсти по Зинаиде» (Украина, 2019) и других.
С 2005 года играет в театре Театре-студии под руководством Олега Табакова. Молодой режиссёр Александр Мохов пригласил Раису Рязанову в свой спектакль «Кукла для невесты» на роль Андреевны. По её мнению, работать на сцене гораздо тяжелее, чем в кино, но играть на сцене ей очень интересно.
С 2016 года играет в антрепризном спектакле «Любовь и голуби» (режиссёр — В. Мищенко; композитор — А. Пономарёв; художник — С. Тимонин) с участием О. Железняк, М. Жигалова, Т. Орловой, О. Тумайкиной, С. Первушина, И. Дубровского, И. Пазыча. Баба Шура в исполнении Раисы Рязановой — женщина с чувством юмора и строгостью по отношению к супругу. Она с лёгкостью вычисляет все его задумки и находит муженька в самых уединённых местах. Стараясь не отходить от написанного текста по сценарию, пара всё же могла вносить свои маленькие интересные штрихи.
Также играет в антрепризных спектаклях «Авантюристы поневоле», «Незамужняя женщина» и «Аккомпаниатор».
Снималась в юмористическом киножурнале «Фитиль» и «Ералаш».
В 2014 году была соведущей ток-шоу «Дело ваше» на Первом канале. 8 сентября 2016 года была гостем программы «Мой герой» с Татьяной Устиновой на телеканале ТВЦентр. 29 января 2018 года и 31 октября 2019 года (в честь своего 75-летия) была гостем программы «Судьба человека» с Борисом Корчевниковым на телеканале Россия-1. 31 марта 2019 года была гостем программы «Когда все дома» с Тимуром Кизяковым на телеканале Россия-1. В пятницу 17 мая 2019 года была гостем программы «Сегодня. День начинается» на Первом телеканале. В субботу 15 мая 2021 года Раиса Рязанова была гостьей программы «Секрет на миллион» с Лерой Кудрявцевой на телеканале НТВ.
В 2018 году о Раисе Рязановой был снят документальный фильм «Раиса Рязанова. День и вся жизнь».
В ноябре 2021 года состоялся VI Российско-британский международный кинофестиваль «Ирида» в Сочи. Звездой вечера памяти режиссёра Владимира Меньшова стала Раиса Рязанова.

### Личная жизнь
На втором курсе она познакомилась с будущим мужем — Юрием Перовым. Свадьбу сыграли вскоре после знакомства и уже через год, когда актриса училась на третьем курсе, у них родился её единственный ребёнок — сын Данила. Семейная жизнь не сложилась — Рязанова влюбилась в режиссёра, у которого снималась. Не желая обманывать мужа, она призналась в чувствах к другому. Пара подала на развод. Отношения с режиссёром продолжались около десяти лет. Перов женился во второй раз.
- Муж — Юрий Перов (1942—1993), актёр. Развелись.
- Сын — Данила Перов (9 ноября 1968 — 22 января 2020), актёр. Окончил в 1989 году Школу-студию МХАТ (курс И. М. Тарханова). Служил в театре «Содружество актёров Таганки». Снимался в фильме-спектакле «Ватага семь ветров» (1979). Умер от оторвавшегося тромба, вызванного активным курением[1].
- Внук — Андрей Данилович Перов (род. 1990), окончил актёрский факультет Института современного искусства.

## Работы

### Фильмография
1. 1967 — Гуля Королёва — Гуля Королёва
2. 1969 — День и вся жизнь — Катя Морозова
3. 1969 — Дорога домой — подруга Маши
4. 1970 — В Москве проездом… — Катя, соседка Емельяновых
5. 1971 — Старый автобус — Ирина
6. 1972 — Золотые рога — Евдокия
7. 1973 — Надежда — Фрося Меркулова
8. 1973 — Два дня тревоги — Лиза Прохорова
9. 1973 — Ищу человека — ткачиха
10. 1973 — Москва — Кассиопея — Людмила (Мила) Окорокова, руководитель лаборатории, бывшая одноклассница главных героев
11. 1973 — Письмо из юности — Фрося
12. 1974 — Отроки во Вселенной — Людмила Окорокова, руководитель лаборатории, бывшая одноклассница
13. 1974 — Контрабанда — Зина Шуранова, работница на камбузе, нашедшая контрабанду
14. 1975 — Это мы не проходили — буфетчица
15. 1976 — Огненный мост — Мухина
16. 1976 — Долги наши — Степанида Крутова, мать Ивана
17. 1976 — Поле перейти — Мария Яновна
18. 1976 — Безотцовщина — Рязанова
19. 1977 — Белый Бим Чёрное ухо — мать Алёши
20. 1977 — А у нас была тишина — односельчанка
21. 1977 — Приезжая — Евдокия, жительница деревни
22. 1977 — Красный чернозём — Дарья Сергеевна Ромашова
23. 1977 — Хомут для Маркиза — кондуктор автобуса
24. 1979 — Возвращение чувств — Закия
25. 1979 — Москва слезам не верит — Антонина Буянова
26. 1980 — Старые долги — Любовь Кирилловна Кулакова
27. 1980 — Апрельские сны — киоскёр (2-я серия)
28. 1980 — Если бы я был начальником — Ольга Николаевна
29. 1981 — От зимы до зимы — жена Андрея Шкуратова
30. 1981 — Фронт в тылу врага — Катя Ярцева
31. 1981 — Хочу, чтоб он пришёл — тренер по гимнастике
32. 1982 — Инспектор ГАИ — Нина, сестра Зыкина
33. 1982 — Детский мир — Таня
34. 1982 — По законам военного времени — Клава Лупина
35. 1983 — Борька и Лёнька (короткометражка)
36. 1983 — Дамское танго — Анастасия Филимонова, доярка
37. 1983 — Предел желаний — Рая
38. 1983 — Женатый холостяк — Елена Егоровна, секретарь
39. 1983 — Без особого риска — новая жена Петрова-старшего
40. 1983 — Срок давности — эпизод
41. 1983 — Утро без отметок — Галина Павловна
42. 1983 — Человек на полустанке — Алевтина
43. 1984 — Очень важная персона — мать Максима
44. 1984 — Потерялся слон — мать
45. 1984 — Предел возможного — Даша
46. 1984 — Принять — проводить (короткометражный)
47. 1985 — Искренне Ваш — сослуживица Павла
48. 1985 — Не имеющий чина — Екатерина
49. 1985 — Не ходите, девки, замуж — Анна Ильинична
50. 1985 — Внимание! Всем постам… — женщина на пикнике (в титрах не указана)
51. 1985 — Дикий хмель — Фрося
52. 1985 — Зловредное воскресенье — Софья Михайловна, мама Пенкина
53. 1985 — Полевая гвардия Мозжухина — мать Галины
54. 1986 — Алый камень — Анастасия Ивановна, мать Степана
55. 1986 — Конец операции «Резидент» — Нина Николаевна
56. 1986 — Кто войдёт в последний вагон — Валентина
57. 1986 — Опасный приз (короткометражка) — мать Антона Дудкина
58. 1986 — Первый парень — заведующая
59. 1986 — Повод — Анька Буреломова
60. 1986 — Посторонним вход разрешён — Полиповна
61. 1986 — Скакал казак через долину — работница элеватора
62. 1987 — Башня — Таля, Наталья Матвеевна, жена Ивана Филипповича
63. 1987 — По траве босиком — Валентина
64. 1987 — Цирк приехал — мать Ромки
65. 1988 — Мудромер — жена Николая
66. 1988 — Спасённому — рай
67. 1988 — Стукач — Нина Степановна
68. 1989 — Кербез. Неистовый беглец — Авдотья
69. 1989 — Князь Удача Андреевич — мама Севы
70. 1989 — Перед рассветом — лесничиха
71. 1989 — Процесс — жена Постникова
72. 1990 — Овраги — мать Моти
73. 1990 — Потерпевший — потерпевшая
74. 1990 — Русский дом (The Russia House) — русская гостья
75. 1991 — Записки юного врача — Пелагея Ивановна
76. 1991 — Любовь — мать Саши
77. 1991 — Очаровательные пришельцы — Нина
78. 1991 — Болотная street, или Средство против секса — Нюра
79. 1992 — Три августовских дня — Наталья Кармушка
80. 1992 — Убийство на Ждановской — Лена, жена Ярина
81. 1993 — Русский бизнес — заведующая ЗАГСом
82. 1994 — 1998 — Петербургские тайны — портниха
83. 1995 — Барышня-крестьянка — Анисья Егоровна
84. 1995 — Трамвай в Москве (короткометражка) — вагоновожатая
85. 1996 — Дела смешные — дела семейные — Тамара Степановна
86. 1996 — Кафе «Клубничка» — Серафима
87. 1996 — Королева Марго — хозяйка харчевни
88. 1997 — На заре туманной юности — жена Зенаинова
89. 1998 — Му-му — Анисья
90. 1999 — Не послать ли нам… гонца? — мать невесты
91. 1999 — Опять надо жить — Мария Александровна
92. 2000 — Любовь.ru — мать Данилы
93. 2000 — Кавалеры Морской Звезды — костюмер
94. 2000 — Дальнобойщики (20-я серия «Вероника») — регистратор ЗАГСа
95. 2001 — Женская логика — управдом
96. 2001 — Идеальная пара — деревенская тётка
97. 2001 — Клетка — баба Люба
98. 2001 — Леди Босс — Чичерюкина
99. 2001 — Не покидай меня, любовь — Ольга, секретарша Влада
100. 2001 — Ночь на кордоне — тётя Катя
101. 2001 — Подари мне лунный свет — проводница в поезде
102. 2002 — Моя граница — Вера Игнатьевна
103. 2002 — Провинциалы — эпизод
104. 2002 — Русские амазонки
105. 2002 — Следствие ведут Знатоки. Десять лет спустя — Настасья Петровна
106. 2002 — Черёмушки
107. 2003 — Next 3 — мать Кирилла
108. 2003 — 2004 — Всегда говори «всегда» — Светлана Петровна, мать Стаса
109. 2003 — Евлампия Романова. Следствие ведёт дилетант (серия «Сволочь ненаглядная») — Рая
110. 2003 — Другая жизнь — тётя Тася
111. 2003 — Желанная — Шура, горничная Берии
112. 2003 — Кавалеры Морской Звезды — Надежда, мать Максима
113. 2003 — Огнеборцы — мать Леры
114. 2003 — Пассажир без багажа — кассирша Татьяна Робертовна
115. 2003 — Покаянная любовь — няня Дуняша
116. 2003 — Русские бабы — Капитолина
117. 2003 — С Новым годом! С новым счастьем!
118. 2003 — Спас под берёзами — Ксения Петровна, мама Гриши
119. 2003 — Близнецы — Степанида
120. 2004 — О любви в любую погоду — работница сосисочной фабрики
121. 2004 — Парни из стали — Зина
122. 2004 — Рокировка — главбух Полина Георгиевна
123. 2005 — Бриллианты для Джульетты — тётя Клава
124. 2005 — Горыныч и Виктория — Анна Сергеевна
125. 2005 — Девятого мая… (короткометражка)
126. 2005 — Дополнительное время — Соня, жена Сироткина, бывшая телеграфистка
127. 2005 — Жених для Барби — тётя Нина
128. 2005 — Здравствуй, Гриша! — Надежда Михайловна Долгова
129. 2005 — Казус Кукоцкого — Лилия Анатольевна, врач-гинеколог в больнице в Ленинграде
130. 2005 — Ой, мороз, мороз! — бабушка
131. 2005 — Охота на асфальте — жена Бурыкина
132. 2005 — Рождественские истории (короткометражка)
133. 2005 — Солдаты 3 — Зоя Фёдоровна, мама Кузьмы Соколова
134. 2005 — Сыщики 4 («Мелодия для пистолета с глушителем») — консьержка
135. 2005 — Требуется няня — тётя Маша
136. 2005 — Туристы — тёща
137. 2005 — Убойная сила-6 — Соколова
138. 2005 — Частный детектив — Марго
139. 2005 — Я не вернусь — тётя Вера, тётка Кати и Маши
140. 2005 — 2006 — Не родись красивой — Ольга Уютова, модельер
141. 2006 — Предел желаний — мать Юлии
142. 2006 — Грозовые ворота — хозяйка квартиры
143. 2006 — Иван Подушкин. Джентльмен сыска — Соня Чуева
144. 2006 — Кто приходит в зимний вечер — женщина на остановке
145. 2006 — Мой ласковый и нежный мент — Елена Ивановна
146. 2006 — Охотник — Леночка
147. 2006 — Платки — секретарь парткома Полубояринова
148. 2006 — Под Большой Медведицей — Вера Фёдоровна
149. 2006 — Рельсы счастья — тётя Люба, проводница
150. 2006 — Час пик — Антонина Архипова, мать Кости
151. 2006 — 2007 — Ангел-хранитель — Галина Васильевна, экономка дома Крижевских
152. 2006 — Варенька — Елена Константиновна, московская тётка Вари
153. 2007 — 2010 — Варенька — Елена Константиновна, московская тётка Вари
154. 2007 — День гнева — тётя Аня
155. 2007 — Дом кувырком — Клара Семёновна, мама Андрея
156. 2007 — Королёв — медсестра
157. 2007 — Солдаты 12 — Зоя Фёдоровна, мать Соколова
158. 2007 — Софи — Пелагея Семёновна
159. 2008 — А я люблю женатого (Россия, Украина) — директор художественной школы
160. 2008 — 2009 — Висяки — майор Нина Семёновна Светина
161. 2008 — Две сестры — бабушка
162. 2008 — Дочка — Елизавета Максимовна
163. 2008 — Женщина, не склонная к авантюрам (Украина) — Антонина Михайловна, свекровь Ирины
164. 2008 — И всё-таки я люблю... — Глаша, помощница по хозяйству в семье Лягушовых
165. 2008 — Монтекристо — Мария Андреевна Томская
166. 2008 — Поцелуй не для прессы — мама Татьяны
167. 2008 — Срочно в номер 2 — Маша
168. 2009 — Вторая жизнь Фёдора Строгова — Екатерина Ивановна, мать Полины
169. 2009 — Ласковый май — директор детского дома
170. 2009 — Одна семья — Евдокия Кузьминична Смирнова, мать Андрея и Сергея
171. 2009 — Предел желаний — Валентина Ивановна
172. 2009 — Райские яблочки. Жизнь продолжается — Маргарита Георгиевна
173. 2009 — Хозяйка тайги — тётя Женя
174. 2009 — 2010 — Спальный район — Анна Маслова, мать Андрея, Ильи и Марины
175. 2010 — Банды — Елена Андреевна, мать Саши Егорова
176. 2010 — Вы заказывали убийство — Мария Матвеевна, мама Любы
177. 2010 — Вышел ёжик из тумана — мать Игоря Тюрина, бабушка Али Смирновой
178. 2010 — Дворик — Надежда Степановна Тинякова
179. 2010 — Кукушка — Людмила
180. 2010 — С приветом, Козаностра — тётя Валя
181. 2010 — Я тебя никому не отдам — Груня
182. 2011 — Бабье лето — Екатерина Михайловна
183. 2011 — Измена — Ольга Николаевна, мать Кати
184. 2011 — Криминальные обстоятельства — Вера Борисовна
185. 2011 — Крутые берега — тётя Клава
186. 2011 — Чистая проба — Надежда Севастьяновна Новосёлова
187. 2011 — 2013 — Семейный детектив — Галина Семёновна Гордеева
188. 2012 — Единственный мой грех — Нина Ильинична Орлова
189. 2012 — Мосгаз — тётя Даша
190. 2012 — С новым годом, мамы! — бабушка с вокзала
191. 2012 — Частное пионерское — Галина Ивановна
192. 2013 — Бальзаковский возраст, или все мужики сво… 5 лет спустя — мать Петра
193. 2013 — Долгая дорога — Анна Дмитриевна Хлопкова
194. 2013 — Экскурсантка — баба Надя
195. 2013 — Жених — Клавдия Петровна
196. 2013 — Розыск — потерпевшая
197. 2013 — Трое в Коми — Роза Васильевна Гвозди́кова
198. 2014 — Истории одного подъезда — Люся
199. 2014 — Смешанные чувства — мать Петра
200. 2014 — Там, где ты — Зинаида Павловна
201. 2014 — Хорошие руки — Нина Ивановна
202. 2014 — Я больше не боюсь — Антонина Павловна
203. 2015 — Верю не верю — Вера Ивановна
204. 2015 — Срочно выйду замуж — бабушка Жени
205. 2015 — Первое свидание (короткометражка)
206. 2016 — Невеста — Валя
207. 2018 — Жёлтый глаз тигра — Галя, домработница Ходоровых
208. 2018 — Моя чужая жизнь — Полина Ивановна
209. 2019 — Галка и Гамаюн — Светлана Владимировна, мама Ирины Галко
210. 2019 — Лёгкий способ бросить курить (короткометражка) — Лидия Николаевна, мать Светы
211. 2019 — Несладкое предложение — Ольга Вадимовна
212. 2019 — Страсти по Зинаиде — Ирина Карловна
213. 2019 — Ученица чародея — Анна Ивановна
214. 2020 — Новая жизнь Маши Солёновой — Галина Семёновна
215. 2020 — Пряный вкус любви — Ольга Вадимовна
216. 2020 — Спасите Колю! — Клавдия Тихоновна
217. 2021 — Жуки-2 — мама Толика
218. 2021 — Маруся фореva! — бабушка
219. 2021 — Паром для двоих — тётка Марина
220. 2022 — Огород — Зинаида Зрячая
221. 2022 — Календарь ма(й)я — баба Липа
222. 2022 — Провинциальный детектив — Марина Марксовна
223. 2023 — Вредная привычка — баба Нюра
224. 2023 — Концерт отменяется — тёща кума
225. 2023 — Цифровой код — хозяйка приюта
226. 2023 — Чужой ребёнок — Галина Семёновна
227. 2024 — Дашкина любовь — Таисия Афанасьевна
228. 2024 — Курьеры — пожилая женщина

Киножурнал «Фитиль»
- 1981 — Выпуск № 233 (новелла «Водная процедура») — работница
- 1988 — Выпуск № 309 (новелла «Перестроился») — Елена Ивановна Жукова, многодетная мать
- 1990 — Выпуск № 342 (новелла «Не дай бог») — жена Феди
- 1998 — Выпуск № 405 (новелла «Забота») — Маша, жена
- 2001 — Выпуск № 414 (новелла «Пуганая ворона») — Лариса, жена
- 2004 — Выпуск № 15 (новелла «Женская доля») — женщина
- 2005 — Выпуск № 44 (новелла «Скотское отношение») — Ильинична
- 2006 — Выпуск № 81 (новелла «Прадедовщина»)
- 2007 — Выпуск № 117 (новелла «Невыносимой службы нет») — бабушка Степана
- 2007 — Выпуск № 137 (новелла «Легализация») — баба Нюра

Киножурнал «Ералаш»
- 1984 — Выпуск № 43 (сюжет «Прививка»)[2] — Вера Ивановна, учительница
- 1987 — Выпуск № 67 (сюжет «Замри!»)[3] — завуч (нет в титрах)
- 1988 — Выпуск № 68 (сюжет «Визит инспектора»)[4] — мать мальчика
- 1990 — Выпуск № 79 (сюжет «Давай поспорим!»)[5] — мать двух мальчиков
- 1992 — Выпуск № 95 (сюжет «Трудное детство»)[6] — зрительница (нет в титрах)
- 1993 — Выпуск № 100 (сюжет «Маша+Саша=?»)[7] — регистратор ЗАГСа
- 1994 — Выпуск № 103 (сюжет «Блэк энд уайт» / «Чёрное и белое»)[8] — бомжиха-пьяница
- 1997 — Выпуск № 119 (сюжет «Музей»)[9] — смотрительница музея
- 1998 — Выпуск № 130 (сюжет «Подвиг Кубышкина»)[10] — школьный врач
- 2003 — Выпуск № 163 (сюжет «Нечистая сила»)[11] — повар в пионерском лагере
- 2007 — Выпуск № 210 (сюжет «Наглядное пособие»)[12] — бабушка Лёши
- 2022 — Выпуск № 363 (сюжет «Высоко сижу, далеко гляжу…»)[13] — бабушка Вовы

### Дублирование
- 1987 — Дикая Роза — Поулетт Монтеро де Мендисабаль (Ирма Лосано)

### Реклама
- Реклама каталога товаров «На дом».
- Реклама порошка «Ариэль» — Эмма Петровна (1990-е годы).
- Реклама Тамбовского хлебкомбината на Чичканова.
- Реклама коллагена.
- В 2010 году снялась в рекламе сотового оператора МТС. Актрису привлекли для участия в ролике, чтобы показать, что новым сервисом с лёгкостью может пользоваться не только молодёжь, но и пожилые люди.
- В 2019 году рекламная кампания журнала «Народный доктор» в России "Издательский дом «Толока» запустил рекламную кампанию журнала «Народный доктор». В ноябре-декабре на телеканале «Россия-1», «Домашний», «Пятый канал» транслировался рекламный ролик «Народный доктор — знайте о здоровье всё!» с участием народной артистки России Раисы Рязановой.

## Награды и звания
- Государственная премия СССР (1981) — за роль Антонины в фильме «Москва слезам не верит»
- заслуженная артистка России (1993) — за заслуги в области киноискусства[14]
- народная артистка России (2005) — за большие заслуги в области искусства[15]
- Специальный приз Забайкальского кинофестиваля «Признание народа» (2019).
- Приз губернатора Амурской области — «За выдающийся вклад в профессию» (2019).

## Документальные фильмы
- «Раиса Рязанова. „День и вся жизнь“» («Первый канал», 2018)[16]